# François Boissel
 (septembre 2016).
Pour les articles homonymes, voir Boissel.
François Boissel, né le 27 avril 1728 à Joyeuse (Ardèche) et mort à Paris en 1807, philosophe et écrivain français. Avocat au parlement de Paris et juge de paix, archiviste puis vice-président du Club des jacobins, il est l’auteur d’une quinzaine d’ouvrages dont le Catéchisme du genre humain qui parut en avril 1789 et connut un succès retentissant. Précurseur du communisme selon Jaurès, précédant Babeuf et Saint-Simon, pionnier du féminisme, écologiste.

## Biographie
Né le 27 avril 1728 à Joyeuse, dans le Vivarais, dans une famille de marchands relativement aisée, François Boissel commence ses études chez les Oratoriens à Joyeuse pour les poursuivre chez les Jésuites à Viviers.
Devenu avocat, il exerce quelque temps à Paris, avant de partir rejoindre son frère aîné, capitaine de dragons à Saint-Domingue. François Boissel est alors âgé de 25 ans. Alors même que sa verve oratoire semble le promettre à une brillante carrière, son idéalisme pétri des idées humanistes du siècle des Lumières l’amène à prendre des positions contestataires à l’ordre établi dans un certain nombre d’affaires qui vont mettre un coup d’arrêt brutal à sa vie sociale et mondaine dans l’île.

Après s’être brouillé avec la plus grande partie des notables et planteurs de l’île, ainsi qu’avec son frère, il revient à Paris en 1776. Il se lança dans l’écriture et la réflexion politique. Infatigable homme de loi, il émet des critiques constructives aux propos de Fontenelle, Diderot, Montesquieu, Voltaire, et bien sûr, Rousseau dont le Contrat social sert de pierre de rebond. Excellent rhéteur, Boissel vit par la plume toutes ses passions, canalisées dans sa seule volonté d’apporter une contribution intellectuelle à la sauvegarde sociale de l’individu, ce qu’il développe avec finesse et beaucoup d’humanité... 

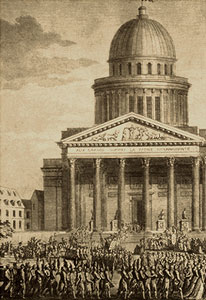
Cérémonie du transfert des cendres de Rousseau au Panthéon.

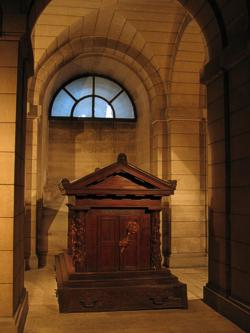
Tombeau de Rousseau.

À l’aube de la tourmente révolutionnaire, la soixantaine encore fougueuse (Robespierre s’en écartera, le jugeant « dangereux » !), il publie son œuvre majeure  Le catéchisme du genre humain où il examine avec beaucoup de pertinence les obstacles, qu’il s’agit selon lui « d’éliminer pour favoriser le cheminement de l’homme dans la voie de la connaissance et de l’autonomie ». Il dénonce alors la propriété privée, la religion et le mariage comme les trois fléaux qui affligent l’humanité dans sa marche vers la liberté. Les combattre, c’est également lutter contre l’ignorance et la contrainte de l’Institution. Infatigable animateur du Club des jacobins où il occupera le poste stratégique de président du Comité des Archives, il deviendra vice-président du Club, présidant et prononçant le discours officiel lors du transfert des cendres de Rousseau au Panthéon le 20 vendémiaire an III (28 octobre 1794). Boissel meurt à Paris en 1807, à 79 ans.

## L’énigme Boissel
La vie et l’œuvre de Boissel soulèvent de nombreuses questions. Parmi celles-ci, les raisons qui feront de lui, le philosophe oublié de la révolution. L’écrivain ardéchois, Pierre-Antoine Courouble, auteur du livre Citoyen Boissel, développe dans ses conférences une thèse (certes argumentée mais qui ne reste, pour l’instant, qu’une hypothèse en l’absence formelle de preuve historique) selon laquelle Boissel ne serait pas un oublié « par hasard » de l’histoire, mais un « effacé » de l’histoire. Les idées de Boissel, incarnant l’exact opposé des principes politiques que mettra en œuvre l’Empire, son œuvre écrite aurait été victime de la censure napoléonienne et des représailles féroces qui s’abattront sur les anciens milieux jacobins au lendemain de l’attentat de la rue Saint-Nicaise (24 décembre 1800).

## L’œuvre de Boissel en quelques livres
Boissel fut un infatigable écrivain. Diffuser ses livres a toujours été pour lui un moyen d’influer sur le cours des événements. Toute son œuvre écrite ne nous a pas été transmise. La plupart des œuvres écrites de Boissel sont consultables à la Bibliothèque nationale de France ou aux Archives nationales. Dans ces dernières on peut notamment consulter les nombreux documents, lettres et correspondances saisis par la Convention lors de l’arrestation et l’emprisonnement de Boissel et qui constituent une mine d’information pour le chercheur.
- Discours contre les servitudes publiques. Publié en 1786. Boissel donne ses idées sur l’homme et la société. Dans ce traité « d’écologie urbaine » avant la lettre, Boissel analyse les problèmes d’urbanismes, de circulation, de pollution, d’insalubrité et de nuisances de la ville de Paris. Il fait des propositions dont certaines seront mises en œuvre par Haussmann cent ans plus tard. Il dénonce pour la première fois les abus de la propriété privée.
- Aux États Généraux de la France assemblés à Versailles, et à toutes les nations éclairés de l’Europe. Mai 1789. Esquisse un projet de société communiste avant la lettre. Un projet de société hiérarchisée conçue pour le bonheur de toute l’humanité.
- Le catéchisme du genre humain. Paris. Avril-juillet 1789. Développe un réquisitoire contre les « trois fléaux de l’humanité ». Il présente désormais la propriété comme le mal absolu de la société, à l’origine des guerres. Attaque la religion comme « une institution établie par les esprits forts pour dominer et commander les esprits faibles ».  au nom d’une divinité qu’ils ont fabriqué. Dénonce le mariage par lequel « les femmes vivent dans l’esclavage et sous la tyrannie des hommes » !
- Le code civique de la France ou le Flambeau de la liberté. P.Debray. Juin 1790. Propose un plan de construction de la France avec son programme politique et social, il  promeut l’idée d’un État populaire et démocratique dont il définit la constitution.
- Les Entretiens du père Gérard. Avril 1793. Il élabore, pour la première fois dans l’histoire de la Révolution, un programme détaillé de gouvernement révolutionnaire qui deviendra de fait, un an plus tard, le plan de la dictature jacobine dont l’instauration sauvera la république.
- La régence de Pitt. 1795. Un des plus forts pamphlets contre la Convention thermidorienne. Boissel expose ses conceptions sur la politique économique de la France
- Discours sur l’origine des gouvernements, suivi d’un essai philosophique sur le fondement des opinions religieuses. Debray Paris. 1799. Boissel passe toutes les idées qu’il a exprimé dans le « Catéchisme du genre humain » au crible de la révolution. Il y dénonce un quatrième fléau de l’humanité : l’argent, et son corollaire, la spéculation.

## Citations de Boissel
- « L’homme est né pour travailler au bonheur de ses semblables. » Le Catéchisme du genre humain, avril 1789
- « Le bonheur de l’homme est fruit de son éducation.» Le Code civique de la France, novembre 1790
- « Après s’être approprié et partagé les terres, les hommes ont imaginé de s’approprier et de se partager aussi les femmes. Afin d’avoir des enfants pour succéder à leur propriété. » Le Catéchisme du genre humain, avril 1789
- « Par le partage et la propriété des terres, par le mariage et la propriété des femmes, les hommes ne pouvaient pas mieux s’arranger pour se dégrader, se nuire et se détruire les uns les autres. » Le Catéchisme du genre humain, avril 1789
- « Le droit de la propriété est la pire des valeurs fondatrices pour notre société civile ! La propriété n’est pas le vrai, mais le faux fondement de la société, elle est le premier usurpateur, le premier voleur des droits de la nature et de l’univers. » Le Catéchisme du genre humain, avril 1789
- « En vérité je vous le dis, c’est le sens de la propriété qui est le péché originel sur terre, c’est la maladie qui a infecté l’humanité et causé tous ses malheurs. » Le Catéchisme du genre Humain, avril 1789
- « La nature ne nous a pas fait naître armés de poignards. Elle ne nous a pas non plus commandé d’être les bourreaux de nos semblables. » Le catéchisme du genre humain, avril 1789
- « Commençons donc par étouffer cette monstrueuse et abominable institution du droit à la guerre en renonçant à la propriété, c’est-à-dire à ce besoin primitif de dominer. » Le catéchisme du genre humain, avril 1789
- « La politique est l’art de suppléer la faiblesse du corps par la force de l’esprit. Et la loi quant à elle, n’a pas d’autre fonction que d’assurer le maintien des droits de l’homme social. » Le catéchisme du genre humain, avril 1789
- « Selon moi la femme est supérieure à l’homme. » Le catéchisme du genre humain, avril 1789
- « La femme est la mère du genre humain, c’est elle qui porte et engendre l’humanité. Elle est à notre égard, ce qu’est le Maître de l’Univers à l’égard de la création tout entière. » Le catéchisme du genre humain, avril 1789
- « C’est bien dans le cœur d’une mère que la nature et son auteur ont jeté les véritables et plus solides fondements de toute société humaine : l’amour. » Le catéchisme du genre humain, avril 1789
- « C’est dans la femme que l’Univers a placé les moyens d’opérer le bonheur de notre destinée présente ». Le catéchisme du genre humain.  Avril 1789
- « La religion est une institution établie originairement par les esprits forts pour dominer et commander les esprits faibles. » Le catéchisme du genre humain, avril 1789
- « Toutes les religions ne sont que des inventions de l’homme imposteur, transmises et perpétuées par l’ignorance et la crédulité du plus grand nombre. » Le catéchisme du genre humain, avril 1789

## Pour approfondir